# Маколи, Гарет
Гарет Маколи (англ. Gareth McAuley; родился 5 декабря 1979, Ларн, Северная Ирландия) — североирландский футболист, игравший на позиции защитника. Участник чемпионата Европы 2016 года в составе сборной Северной Ирландии.

## Карьера

### Клубная
Гарет Маколи — воспитанник клуба «Линфилд». Вторую половину сезона 1999/2000 провёл на правах аренды в клубе третьего североирландского дивизиона «Балликлер Комрадс», за который сыграл 7 матчей. В 2000 году защитник, так и не получив опыта выступлений за «Линфилд», перешёл в «Крусейдерс». С 2002 по 2004 год футболист выступал за «Колрейн». В составе этого клуба он становился обладателем и финалистом кубка Ирландии.
В 2004 году Маколи перебрался в Англию в клуб Второй лиги «Линкольн Сити». Дебютировал в команде 7 августа 2004 года в матче против «Шрусбери Таун».
Гол в ворота «Мансфилд Таун», забитый 2 октября 2004 года с передачи Гари Тейлор-Флетчера, стал для защитника первым в английской лиге.
В сезоне 2004/05 «Линкольн» играл в плей-офф за право выхода в Первую лигу и Гарет Маколи сумел проявить себя в этих матчах. Два его гола в ворота Алана Феттиса из «Маклсфилд Таун» позволили «Линкольн Сити» дойти до финала плей-офф.
Летом 2006 года Маколи стал игроком «Лестер Сити», выступавшего в то время в Чемпионшипе. Провёл первый матч за команду 23 сентября 2006 года с «Колчестером».
Открыл свой голевой счёт в «Лестере» 10 февраля 2007 года, дважды забив головой в ворота «Ипсвича» с передач Леви Портера и Марка Йейтса. Всего за 2 сезона выступлений за «Лестер» защитник сыграл в различных турнирах 84 матча и забил 7 голов. В сезоне 2007/08 Гарет Маколи со своей командой добрался до 1/8 финала Кубка лиги, но его гол в ворота «Челси», забитый после фланговой подачи Мэтти Фрайатта, не помог «лисам» пройти лондонский клуб.
С 2008 по 2011 года Гарет Маколи выступал за «Ипсвич Таун». Впервые сыграл за команду 9 августа 2008 года в матче с «Престоном».
29 ноября 2008 года североирландец забил первый гол за команду, реализовав пенальти, назначенный за игру рукой в своей штрафной защитника «Шеффилд Юнайтед» Мэттью Килгаллона.
За «Ипсвич» футболист сыграл в Чемпионшипе 115 матчей и забил 7 голов.
По окончании сезона 2010/11 Маколи перешёл в «Вест Бромвич Альбион». Дебютировал в команде матчем против «Фулхэма» 24 сентября 2011 года. Впервые забил за ВБА 21 декабря 2011 года в игре с «Ньюкаслом».

### В сборной
С 2005 года Гарет Маколи выступает за сборную Северной Ирландии. Впервые сыграл за команду 4 июня 2005 года в товарищеском матче со сборной Германии, заменив во втором тайме встречи Кита Гиллеспи.
В октябре 2005 года защитник был вызван в сборную на матчи отборочного турнира к чемпионату мира—2006 против Уэльса и Австрии, но оба матча провёл на скамейке запасных

.
Во второй раз в карьере Маколи вышел на поле в форме национальной сборной лишь 16 ноября 2005 года, заменив по ходу товарищеского матча с португальцами Стива Джонса.
В 2007 году Гарет Маколи сыграл 3 матча за сборную в рамках чемпионату Европы—2008. В отборочном матче к чемпионату мира—2010 против сборной Сан-Марино защитник забил первый гол за национальную команду.
В дальнейшем футболист принимал участие в отборочных турнирах к чемпионату Европы—2012 (10 матчей, 1 гол) и чемпионату мира—2014 (7 матчей, 2 гола).
Принимал участие в Чемпионате Европы по футболу 2016, включая отборочные игры и финальную часть, проходящую во Франции.
В матче 1/8 финала 25 июня 2016 против команды Уэльса забил автогол в следующих очень сложных для защитника условиях. После прохода по левому флангу валлиец Гарет Бейл сделал идеальный сильный прострел вдоль линии ворот Северной Ирландии, причем мяч летел низом всего в 4-х метрах от линии ворот. Бегущий к своим воротам Гарет Маколи попытался в подкате отбить мяч, чтоб он не достался параллельно бегущему справа в метре от него нападающему сборной Уэльса (это был Хэл Робсон-Кану), пытающемуся нанести удар ногой в падении. Однако мяч от ноги Гарета Маколи залетел в собственные ворота.
Матч так и закончился со счетом 1:0 в пользу Уэльса, который в итоге вышел в 1/4 финала Евро-2016.
— Мне очень жаль, что мы все едем домой, — процитировало AFP защитника. — Последние несколько недель были великолепными. Нам было сложно, но очень понравилось во Франции. Игра с Уэльсом была хорошей, мы были уверены в себе, пытались что-то предпринять, а потом случился этот момент. Я мог бы не касаться мяча после прострела, но прямо за мной был соперник, и я должен был что-то предпринять.

## Достижения
Колрейн
- Обладатель Кубка Ирландии: 2002/03
- Финалист Кубка Ирландии: 2003/04